# Almira Reuter
Almira Reuter de Miranda (Nanuque, 16 de março de 1946) é uma artista plástica, escritora e pintora expressionista brasileira.

## Biografia e carreira
Almira Reuter nasceu em 1946 em Nanuque, em Minas Gerais, mas foi criada entre a Bahia e Minas Gerais. Mudou-se para Cáceres, em Mato Grosso, na década de 1960, posteriormente, mudou-se novamente, desta vez para Cuiabá, capital de Mato Grosso. Lá teve seu trabalho reconhecido por apreciadores e críticos de arte de renome. Reuter nunca frequentou nenhum tipo de academia de artes, muito menos estudou técnicas de pintura.
A artista já expôs suas obras em diversos locais no exterior, como em Londres, no Reino Unido, em Roma, na Itália, e em Cairo, no Egito.
Entre os diversos prêmios que ganhou está o prêmio chamado “Obras Primas” promovido pela Fundação Nacional de Artes (Funarte) que a agraciou com uma exposição na Funarte Brasília. Em 2019, realizou sua primeira exposição de bordados, “A Linha do Tempo” em Aracaju, Sergipe.
A artista já experimentou diferentes tipos de técnicas e de materiais, bem como saco de estopa, seda, barbante, aço, papel, também fez escultura e instalação entre outras formas de expressão artística.